# Alpiner Skieuropacup 2006/07
Die Saison 2006/2007 des Alpinen Skieuropacups begann am 25. November 2006 im finnischen Salla und endete am 17. März 2007 in Santa Caterina (ITA). Bei den Männern wurden nur 27 Rennen ausgetragen (3 Abfahrten, 4 Super-G, 9 Riesenslaloms, 9 Slaloms und 2 Super-Kombinationen). Bei den Frauen waren es hingegen 31 Rennen (3 Abfahrten, 6 Super-G, 9 Riesenslaloms, 11 Slaloms und 2 Super-Kombinationen).

## Europacupwertungen

### Gesamtwertung
| Rang | Name                | Land       | Punkte |
| ---- | ------------------- | ---------- | ------ |
| 1    | Peter Struger       | Österreich | 608    |
| 2    | Alexander Koll      | Österreich | 605    |
| 3    | Matthias Lanzinger  | Österreich | 543    |
| 4    | Carlo Janka         | Schweiz    | 529    |
| 5    | Olivier Brand       | Schweiz    | 475    |
| 6    | Philipp Schörghofer | Österreich | 471    |
| 7    | Christoph Alster    | Österreich | 456    |
| 8    | Marcus Sandell      | Finnland   | 452    |
| 9    | Sébastien Pichot    | Frankreich | 412    |
| 100  | Johan Clarey        | Frankreich | 410    |

| Rang | Name                | Land        | Punkte |
| ---- | ------------------- | ----------- | ------ |
| 1    | Anna Fenninger      | Österreich  | 884    |
| 2    | Maruša Ferk         | Slowenien   | 774    |
| 3    | Camilla Alfieri     | Italien     | 639    |
| 4    | Eva-Maria Brem      | Österreich  | 553    |
| 5    | Stefanie Köhle      | Österreich  | 546    |
| 6    | Christine Sponring  | Österreich  | 511    |
| 7    | Veronika Zuzulová   | Slowakei    | 510    |
| 8    | Célina Hangl        | Schweiz     | 462    |
| 9    | Olivia Bertrand     | Frankreich  | 436    |
| 100  | Viktoria Rebensburg | Deutschland | 435    |
| 100  | Carolin Fernsebner  | Deutschland | 435    |

### Abfahrt
| Rang | Name               | Land       | Punkte |
| ---- | ------------------ | ---------- | ------ |
| 1    | Johan Clarey       | Frankreich | 260    |
| 2    | Georg Streitberger | Österreich | 240    |
| 3    | David Poisson      | Frankreich | 165    |
| 4    | Walter Girardi     | Italien    | 142    |
| 5    | Silvano Varettoni  | Italien    | 099    |

| Rang | Name                | Land       | Punkte |
| ---- | ------------------- | ---------- | ------ |
| 1    | Christine Sponring  | Österreich | 236    |
| 2    | Lara Gut            | Schweiz    | 210    |
| 3    | Lucia Mazzotti      | Italien    | 162    |
| 4    | Anne-Sophie Barthet | Frankreich | 149    |
| 5    | Elena Fanchini      | Italien    | 120    |

### Super-G
| Rang | Name             | Land       | Punkte |
| ---- | ---------------- | ---------- | ------ |
| 1    | Olivier Brand    | Schweiz    | 360    |
| 2    | Christoph Alster | Österreich | 285    |
| 3    | Peter Struger    | Österreich | 216    |
| 4    | Walter Girardi   | Italien    | 194    |
| 5    | Konrad Hari      | Schweiz    | 177    |

| Rang | Name           | Land          | Punkte |
| ---- | -------------- | ------------- | ------ |
| 1    | Anna Fenninger | Österreich    | 360    |
| 2    | Maria Holaus   | Österreich    | 325    |
| 3    | Stefanie Köhle | Österreich    | 317    |
| 4    | Stefanie Moser | Österreich    | 225    |
| 5    | Tina Weirather | Liechtenstein | 170    |

### Riesenslalom
| Rang | Name                | Land       | Punkte |
| ---- | ------------------- | ---------- | ------ |
| 1    | Marcus Sandell      | Finnland   | 432    |
| 2    | Matthias Lanzinger  | Österreich | 381    |
| 3    | Cyprien Richard     | Frankreich | 371    |
| 4    | Peter Struger       | Österreich | 346    |
| 5    | Philipp Schörghofer | Österreich | 331    |

| Rang | Name               | Land        | Punkte |
| ---- | ------------------ | ----------- | ------ |
| 1    | Camilla Alfieri    | Italien     | 506    |
| 2    | Anna Fenninger     | Österreich  | 416    |
| 3    | Olivia Bertrand    | Frankreich  | 400    |
| 4    | Eva-Maria Brem     | Österreich  | 378    |
| 5    | Carolin Fernsebner | Deutschland | 343    |

### Slalom
| Rang | Name             | Land       | Punkte |
| ---- | ---------------- | ---------- | ------ |
| 1    | Alexander Koll   | Österreich | 510    |
| 2    | Julien Lizeroux  | Frankreich | 400    |
| 3    | Giuliano Razzoli | Italien    | 341    |
| 4    | Manfred Pranger  | Österreich | 280    |
| 5    | Sandro Viletta   | Schweiz    | 276    |

| Rang | Name               | Land       | Punkte |
| ---- | ------------------ | ---------- | ------ |
| 1    | Veronika Zuzulová  | Slowakei   | 460    |
| 2    | Célina Hangl       | Schweiz    | 422    |
| 3    | Maruša Ferk        | Slowenien  | 396    |
| 4    | Claire Dautherives | Frankreich | 368    |
| 5    | Aline Bonjour      | Schweiz    | 345    |

### Super-Kombination
| Rang | Name                   | Land       | Punkte |
| ---- | ---------------------- | ---------- | ------ |
| 1    | Johan Clarey           | Frankreich | 150    |
| 2    | Hans Olsson            | Schweden   | 100    |
| 3    | Carlo Janka            | Schweiz    | 096    |
| 4    | Alexander Koll         | Österreich | 085    |
| 5    | Christian Flaschberger | Österreich | 082    |

| Rang | Name               | Land       | Punkte |
| ---- | ------------------ | ---------- | ------ |
| 1    | Maruša Ferk        | Slowenien  | 132    |
| 2    | Daniela Zeiser     | Österreich | 130    |
| 3    | Christine Sponring | Österreich | 100    |
| 4    | Johanna Schnarf    | Italien    | 080    |
| 5    | Ilka Štuhec        | Slowenien  | 076    |

## Podestplatzierungen Herren

### Abfahrt
| Datum      | Ort                     | 1. Platz                 | 2. Platz                 | 3. Platz                 |
| ---------- | ----------------------- | ------------------------ | ------------------------ | ------------------------ |
| 07.02.2007 | Sarntal/Reinswald (ITA) | Johan Clarey (FRA)       | Georg Streitberger (AUT) | Walter Girardi (ITA)     |
| 09.02.2007 | Sarntal/Reinswald (ITA) | Johan Clarey (FRA)       | David Poisson (FRA)      | Georg Streitberger (AUT) |
| 17.03.2007 | Santa Caterina (ITA)    | Georg Streitberger (AUT) | Rok Perko (SLO)          | Johan Clarey (FRA)       |

### Super-G
| Datum      | Ort               | 1. Platz               | 2. Platz                | 3. Platz             |
| ---------- | ----------------- | ---------------------- | ----------------------- | -------------------- |
| 01.02.2007 | Tignes (FRA)      | Christoph Alster (AUT) | Olivier Brand (SUI)     | Walter Girardi (ITA) |
| 02.02.2007 | Tignes (FRA)      | Olivier Brand (SUI)    | Silvano Varettoni (ITA) | Walter Girardi (ITA) |
| 14.02.2007 | Sella Nevea (ITA) | Olivier Brand (SUI)    | Peter Struger (AUT)     | Alex Happacher (ITA) |
| 14.02.2007 | Sella Nevea (ITA) | Christoph Alster (AUT) | Olivier Brand (SUI)     | Peter Struger (AUT)  |

### Riesenslalom
| Datum      | Ort                         | 1. Platz                    | 2. Platz                 | 3. Platz                    |
| ---------- | --------------------------- | --------------------------- | ------------------------ | --------------------------- |
| 28.11.2006 | Levi (FIN)                  | Peter Struger (AUT)         | Marcus Sandell (FIN)     | Christof Innerhofer (ITA)   |
| 29.11.2006 | Levi (FIN)                  | Marcus Sandell (FIN)        | Michael Zach (AUT)       | Peter Struger (AUT)         |
| 15.12.2006 | St. Vigil (ITA)             | Florian Eisath (ITA)        | Omar Longhi (ITA)        | Manfred Mölgg (ITA)         |
| 08.01.2007 | Serre Chevalier (FRA)       | Marcus Sandell (FIN)        | Cyprien Richard (FRA)    | Matthias Lanzinger (AUT)    |
| 09.01.2007 | Serre Chevalier (FRA)       | Philipp Schörghofer (AUT)   | Sébastien Pichot (FRA)   | Matthias Lanzinger (AUT)    |
| 18.01.2007 | La Plagne (FRA)             | Philipp Schörghofer (AUT)   | Matthias Lanzinger (AUT) | Gauthier de Tessières (FRA) |
| 19.01.2007 | La Plagne (FRA)             | Gauthier de Tessières (FRA) | Sébastien Pichot (FRA)   | Joël Chenal (FRA)           |
| 26.02.2007 | Hermagor (AUT)              | Matthias Lanzinger (AUT)    | Mirko Deflorian (ITA)    | Wolfgang Hörl (AUT)         |
| 14.03.2007 | Madesimo/Campodolcino (ITA) | Cyprien Richard (FRA)       | Carlo Janka (SUI)        | Michael Gufler (ITA)        |

### Slalom
| Datum      | Ort                         | 1. Platz              | 2. Platz               | 3. Platz                |
| ---------- | --------------------------- | --------------------- | ---------------------- | ----------------------- |
| 25.11.2006 | Salla (FIN)                 | Oscar Andersson (SWE) | Alexander Koll (AUT)   | Julien Lizeroux (FRA)   |
| 26.11.2006 | Salla (FIN)                 | Julien Lizeroux (FRA) | Alexander Koll (AUT)   | Hannes Brenner (AUT)    |
| 19.12.2006 | Obereggen (ITA)             | Manfred Pranger (AUT) | Julien Lizeroux (FRA)  | Jukka Leino (FIN)       |
| 10.01.2007 | Pozza di Fassa (ITA)        | Manfred Pranger (AUT) | Alexander Koll (AUT)   | Julien Lizeroux (FRA)   |
| 13.01.2007 | Donnersbachwald (AUT)       | Alexander Koll (AUT)  | Sandro Viletta (SUI)   | Jukka Leino (FIN)       |
| 14.01.2007 | Donnersbachwald (AUT)       | Julien Lizeroux (FRA) | Manfred Pranger (AUT)  | Truls Ove Karlsen (NOR) |
| 16.02.2007 | Oberjoch (GER)              | Alexander Koll (AUT)  | Johan Brolenius (SWE)  | Hannes Brenner (AUT)    |
| 17.02.2007 | Oberjoch (GER)              | Johan Brolenius (SWE) | Giuliano Razzoli (ITA) | Christoph Dreier (AUT)  |
| 15.03.2007 | Madesimo/Campodolcino (ITA) | Wolfgang Hörl (AUT)   | Johan Brolenius (SWE)  | Ondřej Bank (CZE)       |

### Super-Kombination
| Datum      | Ort                     | 1. Platz           | 2. Platz               | 3. Platz            |
| ---------- | ----------------------- | ------------------ | ---------------------- | ------------------- |
| 09.02.2007 | Sarntal/Reinswald (ITA) | Johan Clarey (FRA) | Carlo Janka (SUI)      | Beni Hofer (SUI)    |
| 17.03.2007 | Santa Caterina (ITA)    | Hans Olsson (SWE)  | Lars Elton Myhre (NOR) | Romed Baumann (AUT) |

## Podestplatzierungen Damen

### Abfahrt
| Datum      | Ort                  | 1. Platz                 | 2. Platz                  | 3. Platz              |
| ---------- | -------------------- | ------------------------ | ------------------------- | --------------------- |
| 18.01.2007 | St. Moritz (SUI)     | Lucia Mazzotti (ITA)     | Anne-Sophie Barthet (FRA) | Andrea Dettling (SUI) |
| 16.03.2007 | Santa Caterina (ITA) | Christine Sponring (AUT) | Lara Gut (SUI)            | Elena Fanchini (ITA)  |
| 17.03.2007 | Santa Caterina (ITA) | Christine Sponring (AUT) | Lara Gut (SUI)            | Elena Fanchini (ITA)  |

### Super-G
| Datum      | Ort               | 1. Platz             | 2. Platz                 | 3. Platz                 |
| ---------- | ----------------- | -------------------- | ------------------------ | ------------------------ |
| 06.12.2006 | Hemsedal (NOR)    | Stefanie Moser (AUT) | Maria Holaus (AUT)       | Christine Sponring (AUT) |
| 07.12.2006 | Hemsedal (NOR)    | Maria Holaus (AUT)   | Christine Sponring (AUT) | Stefanie Moser (AUT)     |
| 16.01.2007 | St. Moritz (SUI)  | Anna Fenninger (AUT) | Tina Weirather (LIE)     | Maruša Ferk (SLO)        |
| 17.01.2007 | St. Moritz (SUI)  | Anna Fenninger (AUT) | Maria Holaus (AUT)       | Regina Mader (AUT)       |
| 15.02.2007 | Sella Nevea (ITA) | Anna Fenninger (AUT) | Silvia Berger (AUT)      | Stefanie Köhle (AUT)     |
| 16.02.2007 | Sella Nevea (ITA) | Stefanie Köhle (AUT) | Silvia Berger (AUT)      | Anna Fenninger (AUT)     |

### Riesenslalom
| Datum      | Ort                         | 1. Platz                  | 2. Platz                  | 3. Platz                 |
| ---------- | --------------------------- | ------------------------- | ------------------------- | ------------------------ |
| 03.12.2006 | Ål (NOR)                    | Eva-Maria Brem (AUT)      | Olivia Bertrand (FRA)     | Karen Putzer (ITA)       |
| 04.12.2006 | Ål (NOR)                    | Olivia Bertrand (FRA)     | Eva-Maria Brem (AUT)      | Camilla Alfieri (ITA)    |
| 20.12.2006 | Kaunertal (AUT)             | Anna Fenninger (AUT)      | Camilla Alfieri (ITA)     | Geneviève Simard (CAN)   |
| 21.12.2006 | Kaunertal (AUT)             | Anna Fenninger (AUT)      | Andrea Dettling (SUI)     | Taïna Barioz (FRA)       |
| 29.01.2007 | Bansko (BUL)                | Viktoria Rebensburg (GER) | Carolin Fernsebner (GER)  | Camilla Alfieri (ITA)    |
| 05.02.2007 | Abetone (ITA)               | Anna Fenninger (AUT)      | Viktoria Rebensburg (GER) | Carolin Fernsebner (GER) |
| 19.02.2007 | La Molina (ESP)             | Carolin Fernsebner (GER)  | Andrea Fischbacher (AUT)  | Camilla Alfieri (ITA)    |
| 20.02.2007 | La Molina (ESP)             | Viktoria Rebensburg (GER) | Andrea Fischbacher (AUT)  | Camilla Alfieri (ITA)    |
| 13.03.2007 | Madesimo/Campodolcino (ITA) | Eva-Maria Brem (AUT)      | Camilla Alfieri (ITA)     | Nina Løseth (NOR)        |

### Slalom
| Datum      | Ort                         | 1. Platz                | 2. Platz                   | 3. Platz                                       |
| ---------- | --------------------------- | ----------------------- | -------------------------- | ---------------------------------------------- |
| 18.12.2006 | Schruns (AUT)               | Kathrin Zettel (AUT)    | Veronika Zuzulová (SVK)    | Kathrin Hölzl (GER)                            |
| 19.12.2006 | Schruns (AUT)               | Veronika Zuzulová (SVK) | Michaela Kirchgasser (AUT) | Katrin Triendl (AUT)                           |
| 05.01.2007 | Melchsee-Frutt (SUI)        | Célina Hangl (SUI)      | Maruša Ferk (SLO)          | Aline Bonjour (SUI)                            |
| 06.01.2007 | Melchsee-Frutt (SUI)        | Maruša Ferk (SLO)       | Célina Hangl (SUI)         | Simone Streng (AUT)                            |
| 13.01.2007 | Courchevel (FRA)            | Sandra Gini (SUI)       | Nina Løseth (NOR)          | Claire Dautherives (FRA) Veronika Staber (GER) |
| 14.01.2007 | Courchevel (FRA)            | Sandra Gini (SUI)       | Claire Dautherives (FRA)   | Frida Hansdotter (SWE)                         |
| 02.02.2007 | Bischofswiesen (GER)        | Resi Stiegler (USA)     | Veronika Zuzulová (SVK)    | Veronika Staber (GER)                          |
| 03.02.2007 | Bischofswiesen (GER)        | Veronika Zuzulová (SVK) | Kathrin Hölzl (GER)        | Resi Stiegler (USA)                            |
| 22.02.2007 | Pal (AND)                   | Célina Hangl (SUI)      | Aline Bonjour (SUI)        | Nina Perner (GER)                              |
| 23.02.2007 | Pal (AND)                   | Sandra Gini (SUI)       | Claire Dautherives (FRA)   | Aline Bonjour (SUI)                            |
| 14.03.2007 | Madesimo/Campodolcino (ITA) | Veronika Zuzulová (SVK) | Therese Borssén (SWE)      | Chiara Costazza (ITA)                          |

### Super-Kombination
| Datum      | Ort                  | 1. Platz                 | 2. Platz              | 3. Platz              |
| ---------- | -------------------- | ------------------------ | --------------------- | --------------------- |
| 16.01.2007 | St. Moritz (SUI)     | Maruša Ferk (SLO)        | Daniela Zeiser (AUT)  | Sandrine Aubert (FRA) |
| 16.03.2007 | Santa Caterina (ITA) | Christine Sponring (AUT) | Johanna Schnarf (ITA) | Lucia Mazzotti (ITA)  |